# Lee Young-ah
Lee Young-ah (en hangul, 이영아; hanja:  李英雅) es una actriz y modelo surcoreana.

## Biografía
En noviembre del 2018 se anunció que desde octubre del mismo año estaba saliendo con el actor surcoreano Kang Eun-tak, sin embargo en abril del 2019 se anunció que la pareja se había separado en febrero del mismo año.
Poco después comenzó a salir con un empleado de oficina y en mayo del 2020 se anunció que la pareja se casaría ese mismo año, sin embargo tuvieron que posponerlo debido a la pandemia de COVID-19. El 23 de agosto de 2020, la pareja le dio la bienvenida a su primer hijo.

## Carrera
Es conocida por interpretar el papel de Nguyen Jin Joo en Golden Bride (2008), que se extendió por 14 episodios debido a su popularidad y estuvo en el Top 3 de dramas coreanos según Nielson Ratings durante los meses de enero–febrero de 2008 y en el Top 7 de TNmS Ratings.

## Filmografía

### Series de televisión
| Año  | Título                      | Papel          | Red       |
| ---- | --------------------------- | -------------- | --------- |
| 2005 | I Love You, My Enemy        | Kim Mi-hyang   | SBS       |
| 2005 | The Barefooted Youth        |                |           |
| 2005 | Wedding                     |                |           |
| 2005 | Golden Apple                | Kyung-sook     | KBS2      |
| 2006 | Love Can't Wait             | Seo Eun-min    | MBC       |
| 2007 | Golden Bride                | Nguyen Jin-joo | SBS       |
| 2008 | Iljimae                     | Bong-soon      | SBS       |
| 2009 | Empress Cheonchu            | Daemok         | KBS2      |
| 2010 | King of Baking, Kim Takgu   | Yang Mi-sun    | KBS2      |
| 2011 | Vampire Prosecutor          | Yoo Jung-in    | OCN       |
| 2012 | Natural Burials             | Chung-ah       | MBN       |
| 2012 | Dream of the Emperor        | Seungman       | KBS1      |
| 2012 | Vampire Prosecutor 2        | Yoo Jung-in    | OCN       |
| 2013 | Unemployed Romance          | Im Seung-hee   | E Channel |
| 2014 | Drama Special "Bomi's Room" | Gong Eon-joo   | KBS2      |
| 2014 | Run, Jang-mi                | Baek Jang-mi   | SBS       |
| 2015 | Cheo Yong - Season 2        | Kim Yoo-ri     | OCN       |

### Películas
| Año  | Título                              | Papel                   |
| ---- | ----------------------------------- | ----------------------- |
| 2006 | A Ghost's Story                     |                         |
| 2006 | Caramel                             |                         |
| 2007 | Two Faces of My Girlfriend          | chica elegante          |
| 2008 | Dachimawa Lee                       | (cameo)                 |
| 2011 | Julie's Land Adventures (animación) | Julie (doblaje coreano) |
| 2012 | Natural Burials                     | Chung-ah                |
| 2015 | Snow Is on the Sea                  | Seon-mi                 |
| 2018 | Notebook from My Mother             | Hye-won                 |
| 2021 | Finding Angel                       | Cheon-ji                |